# Стеван Секереш
Стеван Секереш (Мирковац, 26. септембар 1937 — Нови Сад, 23. новембар 2012) био је југословенски и српски фудбалер.

## Биографија
Средњу школу је завршио у Осијеку, а Вишу педагошку у Новом Саду. Дипломирао је на Факултету физичке културе у Новом Саду 1978. године. Магистрирао у Новом Саду, докторску дисертацију је одбранио на Факултету физичке културе у Београду 1989. године.
Фудбалску каријеру је почео у "Шпарти" из Белог Манастира. Фудбалско име је стекао у дресу новосадске Војводине за коју је наступао од 1958. до 1967. године. Са Војводином је освојио прву шампионску титулу у њеној историји у сезони 1965/66. У дресу „лала“ одиграо је 422 утакмице и постиго 70 голова (169 прволигашких сусрета, 12 голова). На зимској турнеји у Грчкој 1960. годне, тренер Ратомир Чабрић га је прекомандовао у одбрану, тако да је до краја каријере углавном имао задатке у одбрани.
Каријеру је наставио у француском Нанту за који је играо у сезони 1967/68.
За репрезентацију Југославије одиграо је седам утакмица. Дебитовао је 8. маја 1966. против Мађарске у Загребу, последњи пут плави дрес је носио 19. октобра 1966. против Чехословачке (резултат 1:0) у Београду.
У периоду 1980-1998. године радио у Заводу за физичку културу Војводине као виши саветник за фудбал. Биран у звање доцента, био је предавач на катедри за фудбал новосадског Факултета за физичку културу и на Вишим спортским академијама у Београду и Новом Саду.
Издао је низ стручних публикација и уџбеника, а међу њима је и „Југословенска школа фудбала“ са коауторима Миљаном Миљанићем, Иваном Топлаком, Слободаном Сантрачем и Радивојем Радосавом. Био је члан Стручног савета ФСЈ у више наврата. За допринос фудбалу, добио је многа признања, међу њима је најзначајнија покрајинска „Спартанова“ награда 1990. године.
Стеван Секереш је преминуо 23. новембра 2012. године у Новом Саду.